# Acorduloceridea aztoa
Acorduloceridea atriceps – gatunek błonkówki z rodziny Pergidae.

## Taksonomia
Gatunek ten został opisany w 1990 roku przez Davida Smitha. Holotyp (samica) został odłowiony w miejscowości Muste niedaleko miasta Huixtla w stanie Chiapas w płd. Meksyku, na wysokości 440 m n.p.m.

## Zasięg występowania
Ameryka Środkowa i Południowa. Notowany w  Argentynie, Kostaryce i płd. Meksyku (stan Chiapas).